# Längensollgewicht
Das Längensollgewicht (LSG) ist ein wichtiger Parameter zur Beurteilung des Ernährungszustandes. Das LSG bezieht sich nicht auf das Alter des Kindes, sondern auf dessen Größe. Es wird also die aktuelle Größe mit dem Gewicht in Zusammenhang gebracht und dann das Längensollgewicht in Prozent angegeben. 
Anwendung findet das LSG bei Kindern unter 16 Jahren. Im Gegensatz zum BMI, der erst ab 12 Jahren aussagekräftig ist, beurteilt dieses also auch die Gewichtszunahme von Säuglingen, Kleinkindern und Schulkindern.

## Berechnung
Längensollgewicht (%) = Körpergewicht × 100 / Gewichtsmedian für Körperlänge

## Einordnung
- Normalgewicht: 90–110 %
- Übergewicht: 110–120 %
- Adipositas: > 120 %
- Untergewicht: < 90 %[2]